# Chris Sörman
Chris Sörman (ur. 21 maja 1985 w Göteborgu) – szwedzki snowboardzista. Nie startował na igrzyskach olimpijskich ani na mistrzostwach świata. Najlepsze wyniki w Pucharze Świata osiągnął w sezonie 2008/2009, kiedy to zajął 94. miejsce w klasyfikacji generalnej.

## Sukcesy

### Puchar Świata

#### Miejsca w klasyfikacji generalnej
- 2001/2002 - -
- 2002/2003 - -
- 2003/2004 - -
- 2006/2007 - 198.
- 2007/2008 - 316.
- 2008/2009 - 94.
- 2009/2010 - 164.

#### Miejsca na podium
1. Sztokholm – 22 listopada 2008 (Big Air) - 2. miejsce